# Maria Luiza Beçak
Maria Luiza Beçak é uma geneticista brasileira, reconhecida por suas contribuições pioneiras na área de citogenética de vertebrados no Brasil. 

## Biografia
Formou-se em Ciências Biológicas e Didática e Psicologia pela Universidade de São Paulo em 1956. Obteve o título de Doutora em Ciências Biológicas com ênfase em Genética pela mesma universidade em 1967.
Atuou como pesquisadora científica de nível VI no Instituto Butantan e como bolsista de produtividade nível 1 do Conselho Nacional de Desenvolvimento Científico e Tecnológico (CNPq). No Instituto Butantan, chefiou a Seção de Genética Animal, dirigiu o Laboratório de Genética e a Divisão de Biologia. Também foi credenciada como orientadora de mestrado e doutorado pela Universidade de São Paulo.
Seus estudos abordam a poliploidia e evolução em anuros, mecanismos cromossômicos em serpentes como Bothrops neuwiedi, além de análises de heterocromatina em espermatócitos de anfíbios. É autora de diversos livros e capítulos sobre biologia e genética, além de mais de 100 artigos científicos publicados no Brasil e no exterior.
Beçak orientou diversos trabalhos acadêmicos, incluindo dissertações de mestrado e teses de doutorado, contribuindo para a formação de pesquisadores na área de genética e citogenética animal.